# Indigofera fuscosetosa
Indigofera fuscosetosa är en ärtväxtart som beskrevs av John Gilbert Baker. Indigofera fuscosetosa ingår i släktet indigosläktet, och familjen ärtväxter. Inga underarter finns listade i Catalogue of Life.